# حركة بيولوجية

الحركة البيولوجية هي حركة تأتي من تصرفات كائن حي بيولوجي. يستطيع البشر والحيوانات فهم مدلولات هذه الحركات من خلال الخبرة، حيث تتم عملية تحديد الهوية بواسطة المعالجة العصبية على مستوى أعلى. يستخدم البشر الحركة البيولوجية لتحديد وفهم الحركات المألوفة، التي تشارك في العمليات العصبية للتعاطف والتواصل وفهم نوايا الآخرين. الشبكة العصبية للحركة البيولوجية حساسة للغاية للتجربة السابقة للمراقب فيما يتعلق بالحركات البيولوجية، مما يسمح بالتعلم المتجسد. يرتبط هذا بمجال البحث المعروف على نطاق واسع باسم العلوم المعرفية المتجسدة، إلى جانب البحث على الخلايا العصبية المِرآتية.
أحد الأمثلة المعروفة جيدًا للحساسية تجاه نوع معين من الحركة البيولوجية يتمثل في حركة الراقصين المحترفين الذين يراقبون الآخرين أثناء الرقص. مقارنة بالأشخاص الذين لا يعرفون كيف يرقصون، يظهر الراقصون المحترفون حساسية أكبر للحركة البيولوجية المتعلقة بأسلوب الرقص الذي يقع في نطاق خبرتهم. الراقص المحترف ذاته، سيُظهر أيضًا نمط رقص مشابه ولكنه مع حساسية أقل للأسلوب الذي يقع خارج نطاق خبراتهم. تشير الاختلافات في ملاحظة وإدراك حركات الرقص إلى أن القدرة على إدراك الحركة البيولوجية وفهمها تتأثر بشدة بخبرة المراقب في الحركة. وقد لوحظ تأثير مماثل من الخبرة في أنواع مختلفة من الحركة، مثل صناعة الموسيقى واللغة والتفكير العلمي وكرة السلة والمشي.

## تاريخها
تم توثيق ظاهرة حساسية الإنسان للحركة البيولوجية لأول مرة بواسطة عالم النفس الإدراكي السويدي، جونار جوهانسون، في عام 1973. المعروف بتجاربه التي تستخدم محفز العرض الضوئي النقطي (PLD). باستخدام محفز العرض الضوئي النقطي، أظهر جونار بذكاء فقط حركة الجسم من خلال توصيل نقاط بيضاء، وعن طريق مصابيح كهربائية مرتبطة بأجزاء الجسم ومفاصله. ثم قام بتصوير الممثلين الذين يقومون بأعمال مختلفة في الظلام، وأزال المعلومات المرئية للجسم فقط من خلال إظهار حركة النقاط البيضاء على خلفية سوداء. أظهرت النتائج التي توصل إليها أن المشاركين من البشر قادرون على التعرف على ما يفعله الممثلون من خلال الحركة، لكن المشاركين لم يتمكنوا من التعرف على الحركات التي يتم تنفيذها عندما كان محفز العرض الضوئي النقطي ثابتًا. وتابع إجراء العديد من الدراسات، جنبا إلى جنب مع باحثين آخرين تطوير دراساتهم الخاصة. طرائق محفز العرض الضوئي النقطي التي طورها لا تزال تستخدم على نطاق واسع من قبل الباحثين اليوم.
تم تجديد الاهتمام بالحركة البيولوجية مع نشر مقال عام 1996 حول الخلايا العصبية المرآتية. تم اكتشاف أن الخلايا العصبية المرآتية تنشط عندما تتم ملاحظة الإجراءات الموجهة لهدف معين، وكذلك عندما يقوم المراقب بالإجراء نفسه. وقد لوحظت الخلايا العصبية المرآة مبدئيًا في قشرة الدماغ الأمامية الحركية، ولكن تم العثور عليها أيضًا في التلفيف فوق الحاد والتقاطع الصدغي الجداري، وهي مناطق في الدماغ مرتبطة بمعالجة الحركة البيولوجية. يشير ترميز كل من الإجراءات المرئية والحركية ضمن نفس مجموعة الخلايا العصبية إلى أن فهم الحركة البيولوجية وإدراكها لا يتأثر فقط بالمعلومات المرئية للحركة ولكن أيضًا بخبرة المراقب مع الحركة البيولوجية.
اليوم، أدى اكتشاف الخلايا العصبية المرآتية إلى انفجار البحوث حول الحركة البيولوجية وإدراك الحركة وفهمها في مجالات البحث مثل علم الأعصاب الاجتماعي والوجداني، واللغة، والعمل، وتكنولوجيا التقاط الحركة، والذكاء الاصطناعي مثل الروبوتات والوكيل المجسد الظاهري وظاهرة الوادي المدهش.

## الأبحاث التي تخص الحركة البيولوجية
وقد أظهرت النتائج التي توصلت اليها البحوث المتعلقة بالحركة البيولوجية أن البشر حساسون للغاية للحركات البيولوجية للأفعال وأن تلك الملاحظات تطورت إلى دراسات حول عوامل مختلفة محتملة في إدراك وفهم الحركات البيولوجية للأفعال الجسدية. من خلال الدراسات التي أجريت على محفز العرض الضوئي النقطي، نمت اكتشافات علم النفس وعلم الأعصاب إلى مجموعة كبيرة من الأبحاث تمتد عبر مجالات مختلفة.